# Imiołki
Imiołki is een plaats in het Poolse district  Gnieźnieński, woiwodschap Groot-Polen. De plaats maakt deel uit van de gemeente Kiszkowo en telt 80 inwoners.